# 闕志鴻
闕志鴻（1955年11月29日—），臺灣天文學家，現任教於國立臺灣大學物理學系暨天文物理研究所。

## 經歷
闕志鴻於1955年生於台北縣汐止鎮（今新北市汐止區），是家中的長子，另有三弟後與家人遷居臺北市萬華區。師大附中畢業後進入國立臺灣大學物理學系就讀並取得學位。之後前往美國分別在加州大學洛杉磯分校和德克薩斯州大學奧斯汀分校取得物理學碩士和博士學位。之後曾在科羅拉多大學博爾德分校擔任博士後研究。1989年返回台灣後進入國立中央大學物理學系任教。1992年國立中央大學天文研究所成立後擔任首任所長。1998年前往國立臺灣大學物理學系任教至今。並擔任梁次震宇宙學與粒子天文物理學研究中心研究員、中央研究院天文及天文物理研究所合聘研究員。

## 研究
闕志鴻的研究主要是星系動力學、流體及電漿物理。主要是以數值方式進行研究。
2014年闕志鴻與國立臺灣大學物理系博士薛熙于、西班牙巴斯克大學教授 Tom Broadhurst 等人以數值模擬提出宇宙中的暗物質實際上可能並非重粒子，而是密度極大的「極輕型粒子」（Ψ暗物質粒子）。該研究並發表在2014年7月出刊的《自然物理》期刊。

## 其他
闕志鴻與末任台南縣長蘇煥智是台大物理系同學，並曾在南瀛天文教育園區的建設中提供技術指導。

## 外部連結
- 闕志鴻天文物理計算實驗室網頁 （页面存档备份，存于）
- 闕氏宗親會 （页面存档备份，存于）

| 教育職務     | 教育職務                                               | 教育職務      |
| ------------ | ------------------------------------------------------ | ------------- |
| 國立中央大學 |                                                        |               |
| 前任： 首任  | 國立中央大學 天文研究所所長 1992年8月1日—1995年7月31日 | 繼任： 孫維新 |